# نورتن بي تشيبمان
نورتن بي تشيبمان (بالإنجليزية: Norton P. Chipman)‏ هو قاضي ومحامي وضابط أمريكي، ولد في 7 مارس 1834 في ميلفورد في الولايات المتحدة، وتوفي في 1 فبراير 1924 في سان فرانسيسكو في الولايات المتحدة.